# 重装歩兵
重装歩兵（じゅうそうほへい, heavy infantry, hoplite）は、兜、胴、脛当て、盾による重装備の防御を施した歩兵。世界各地に発生して活躍した。ラテン語ではホプリテス（hoplites 重装歩兵）、剣闘士の場合はとくにホプロマクス（Hoplomachus 重装剣闘士）と呼称される。

## 概要
重装備の歩兵を指す。一般的には鎧兜や袖・佩楯・脛当・篭手などで身を固め、剣や片手刀・鈍器・手槍に盾、長柄の武器・太刀などで武装する兵種で、世界各地に存在していた。その戦術は盾を揃えて密集部隊（ファランクス）を組んだ。重装歩兵は石や矢などの投射兵器でも容易には傷つかず、一般的に長期間の訓練を施された主力の兵士であって、戦場に踏み止まる能力に長けていたと思われる。短所としては、動きが鈍重であり、弓矢や弩の扱いに向かず、起伏や足場の悪い地形には向かない点があげられる。重装歩兵同士の陣形戦では敵に圧力をかけ陣形を損わせ戦線を破綻させてしまえば、あとは個別兵士に対する集団的殺戮が待っているだけであり、戦勝側の損耗率5％以下で敵の重要な将軍や市民の大半が殺害されてしまうことが通常であった。この意味で古代の重装歩兵による陣形戦は文字通りの決戦手段であった。

## 歴史

### 古代ギリシア

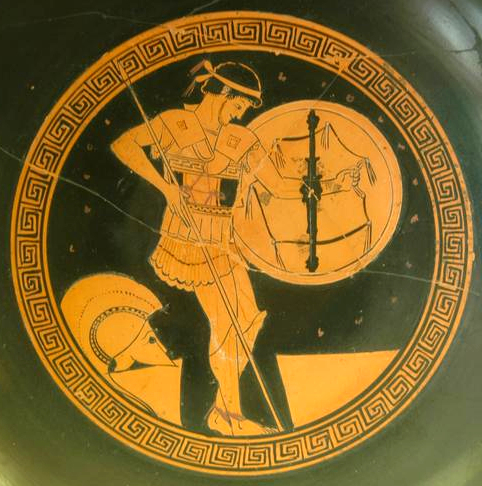
重装歩兵（5世紀）

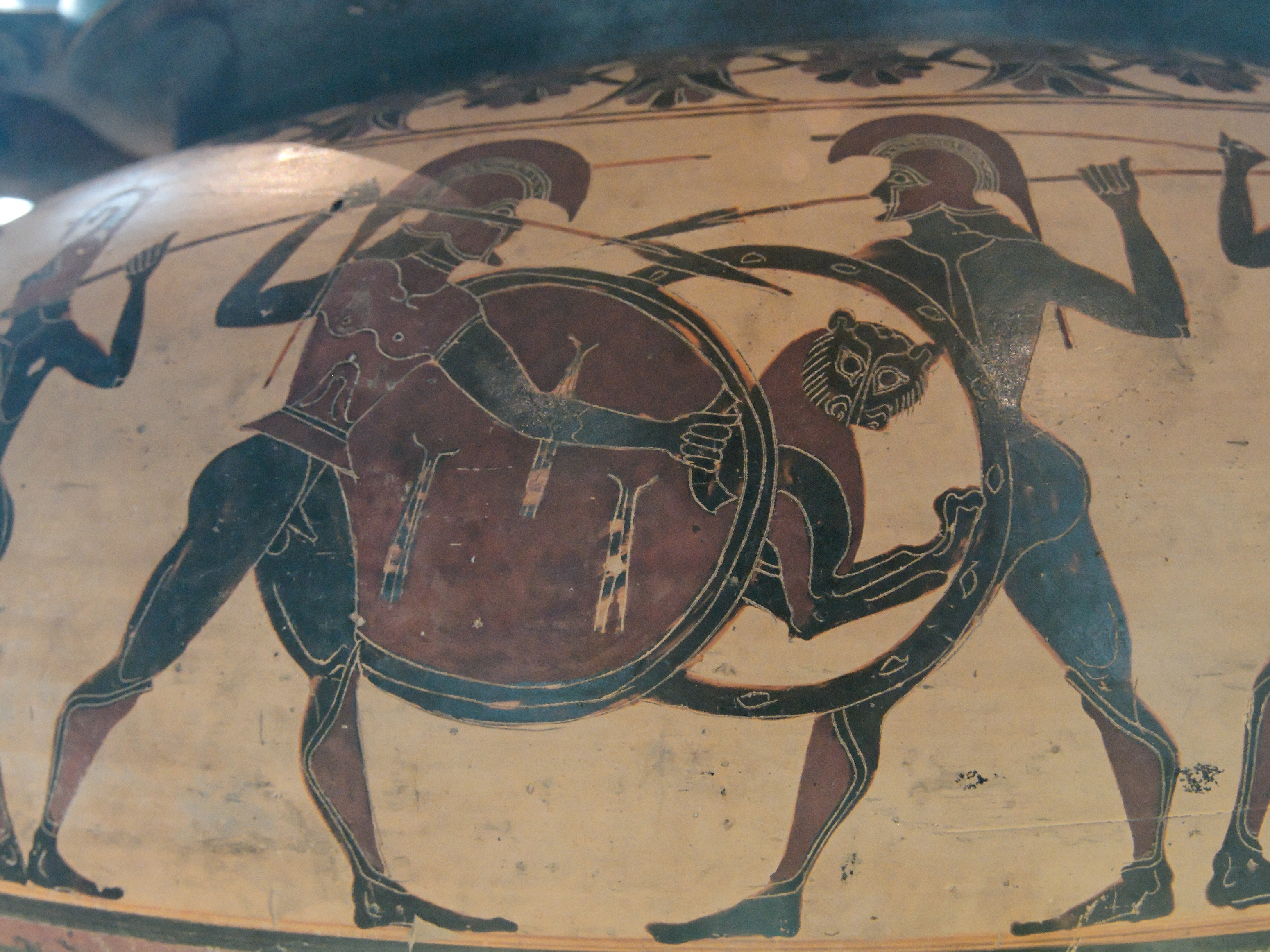
陶器絵に描かれたホプリテス

古代ギリシア世界の重装歩兵はホプリテス（複数形でホプリタイ）と呼ばれた。ギリシア語の「ホプリテス（ὁπλίτης、ホプリーテース）」という語は、「武具」を意味する「ホプロン（ὅπλον）」という語から派生したものであるが、特にホプリテスが用いた円形の盾のことをホプロンと呼ぶようになった。ホプリテスを務めたのはポリスの自由市民と居留外国人であるメトイコイで、兵役は市民の義務とされていた。トゥキディデスの『戦史（ペロポネソス戦争の歴史）』によれば、アテナイ市民の重装歩兵は1万人をくだらず、メトイコイの重装歩兵も3千人をくだらなかったとされる。ホプロンは木に牛革を重ね枠を青銅で補強したもので、走る際には著しく邪魔になったが、敗走の際に盾を捨てることは甚だしい不名誉とされた。歴史的にギリシア文化圏においては小型のものが用いられ、他に青銅製の兜と脛当及び皮革を固めた鎧（マケドニア兵は鎧を着ず盾を胸甲代わりに着けた）を装備して戦った。
なお、当時の陶器絵や彫刻等に描かれたホプリテスには、頭部は兜、胸部から腹部は鎧、手は籠手、脚部は膝当て・脛当てで防護していながら、性器を含む腰回りだけは剥き出しの裸という姿に描かれているものが数多く見られる。実際にそのような姿だったのか、そうでなかったとして何故そのような表現が多く用いられているのかについては諸説がある。
ホプリテスはファランクスと呼ばれる密集隊形を組んで戦った。盾を左肩の力で保持し、露出した右半身は隣の歩兵の盾で保護した。この陣形は正面に対しては大きな防御力と破壊力を持ったが、機動力のある騎兵などによる側面・背面攻撃に弱点があった。そのため、時代が進むと中央に重装歩兵密集陣を展開し、側面を騎兵部隊によって護衛。前方には軽装歩兵などによる散兵線を形作るようになった。
主な攻撃用の武器はマケドニア王国の勃興以前には片手で肩の高さに構える槍、マケドニアのファランクスでは両手で握る槍（サリッサ）であった。
通例、戦闘後に戦場を支配する側が勝者とされ、その場所に戦利品である敵の鎧兜のうち最も見事なものを使って戦勝記念碑 (en:Tropaion) を建てアレスやその他の神に捧げた。それは神聖視され、次に同じ場所で戦いに勝つまでは何人もこれを取り壊すことは許されなかった。

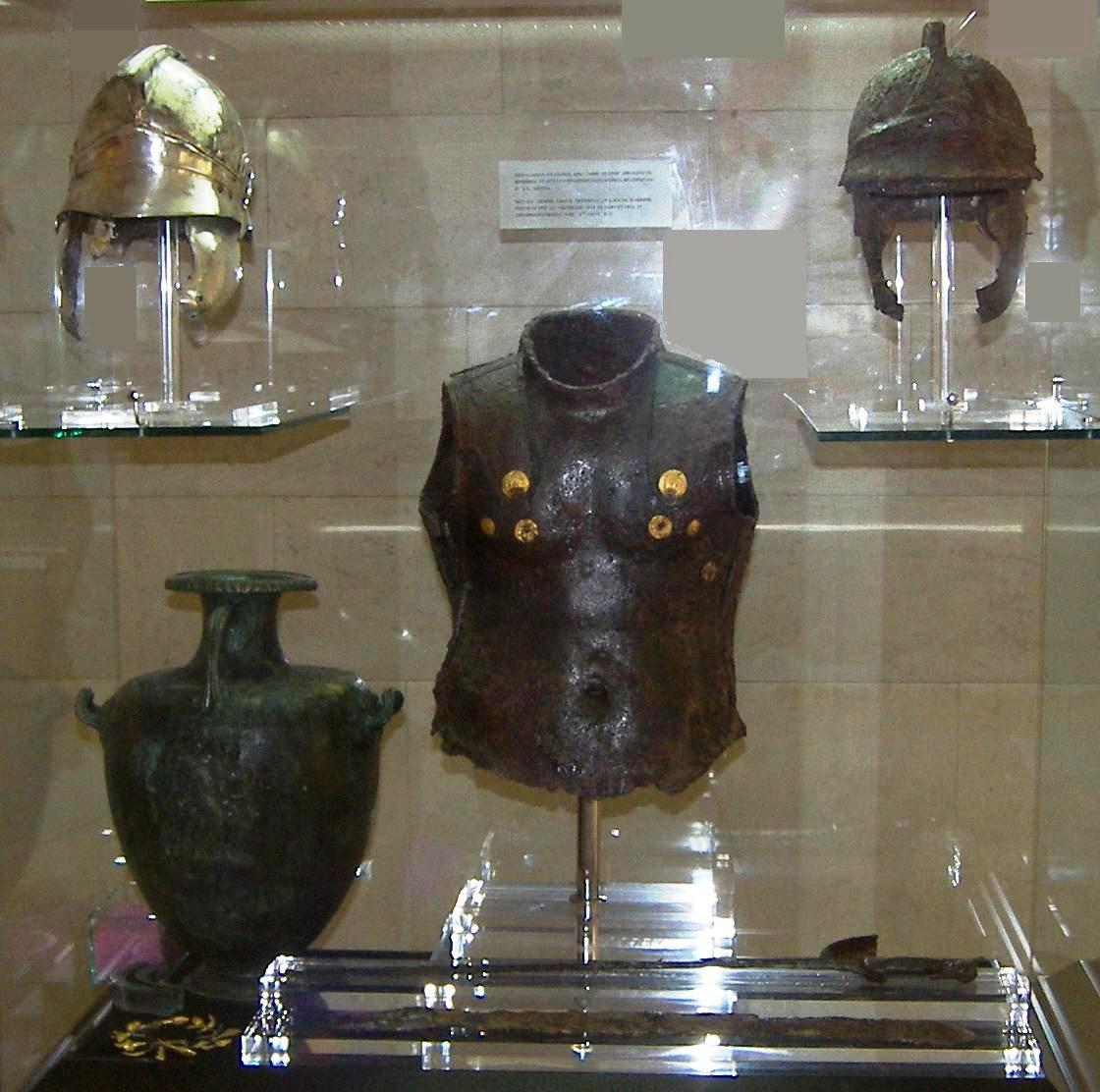
重装歩兵の鎧
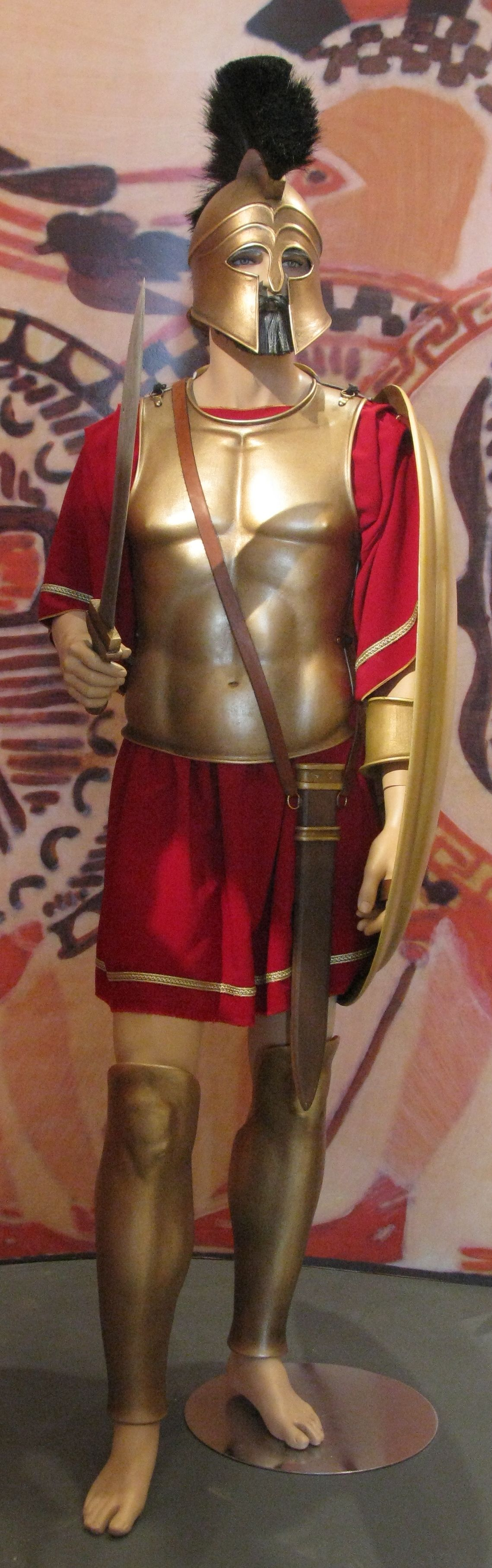
重装歩兵（アテネの戦士）
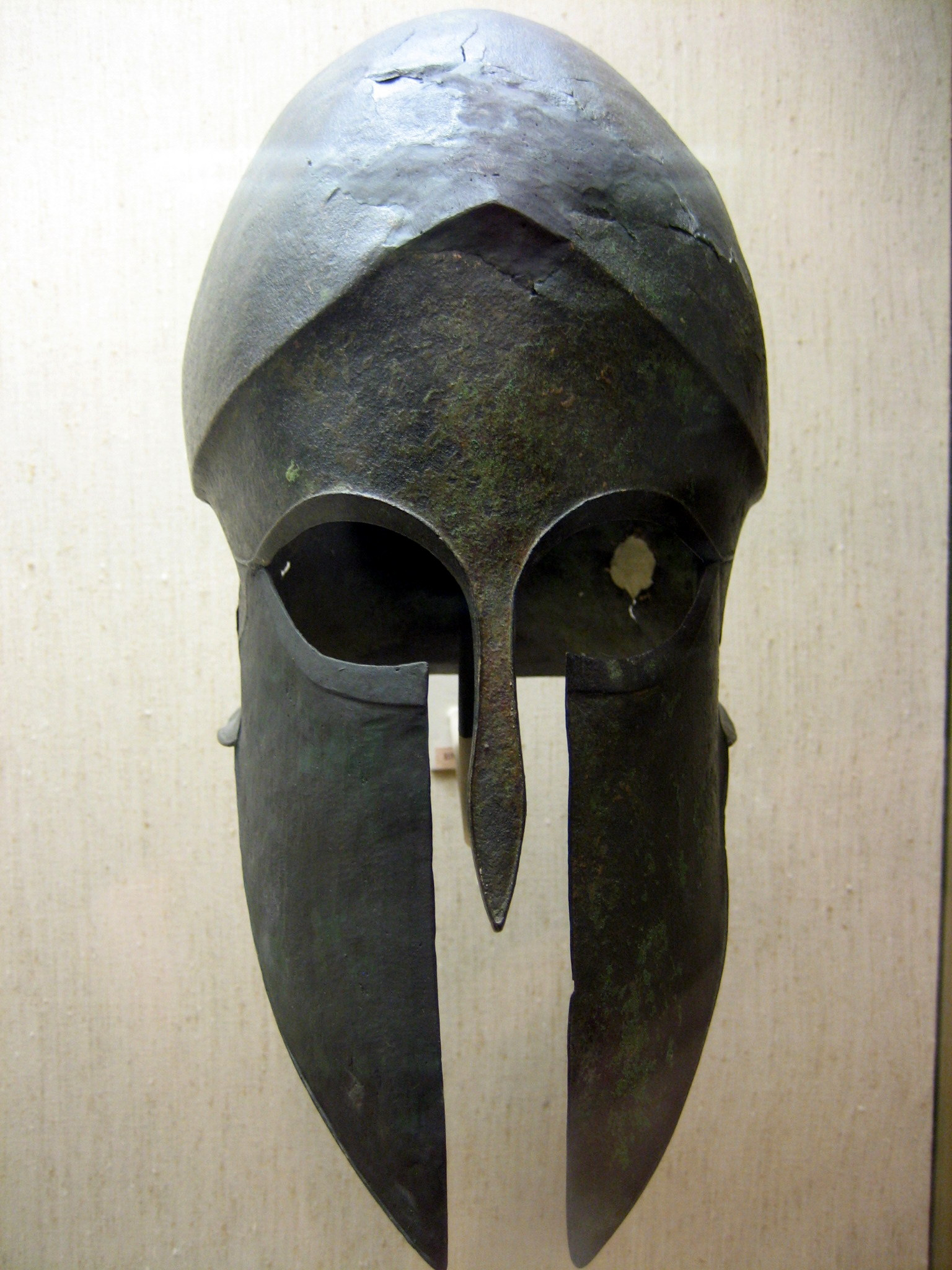
古代ギリシャコリュス式の兜
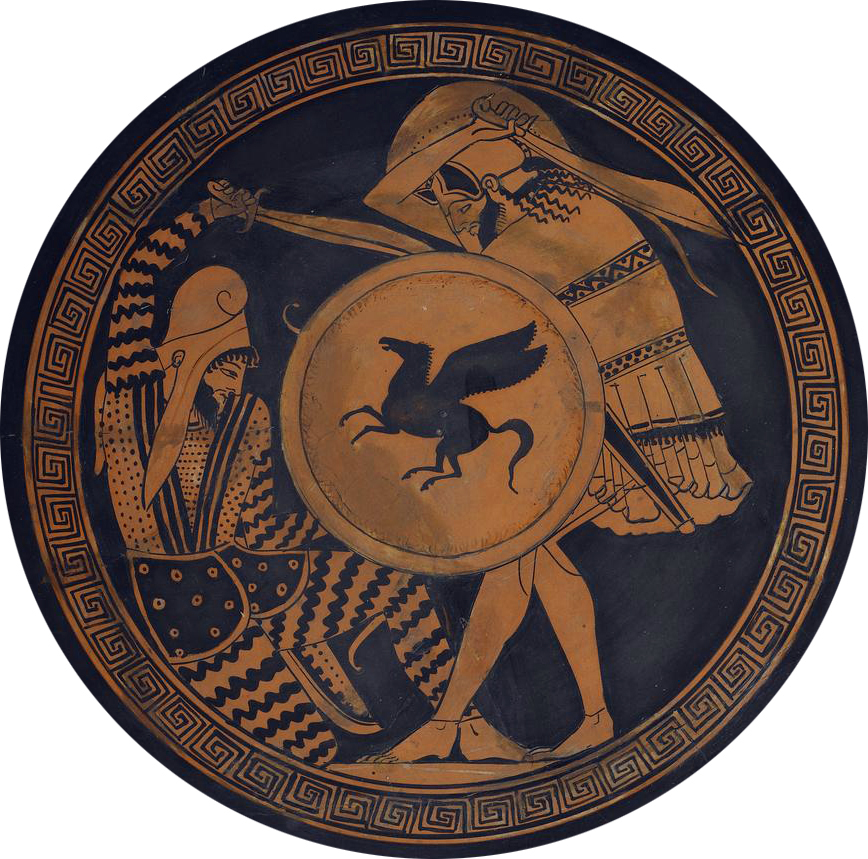
ペルシアの戦士と古代ギリシアの重装歩兵
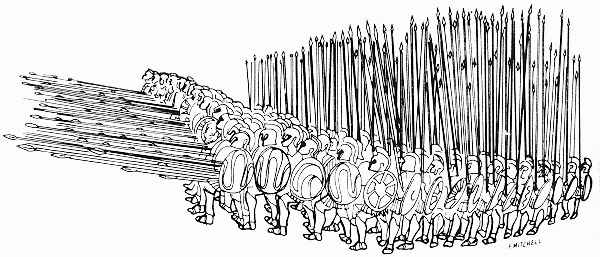
マケドニア式のファランクス

### 古代ローマ

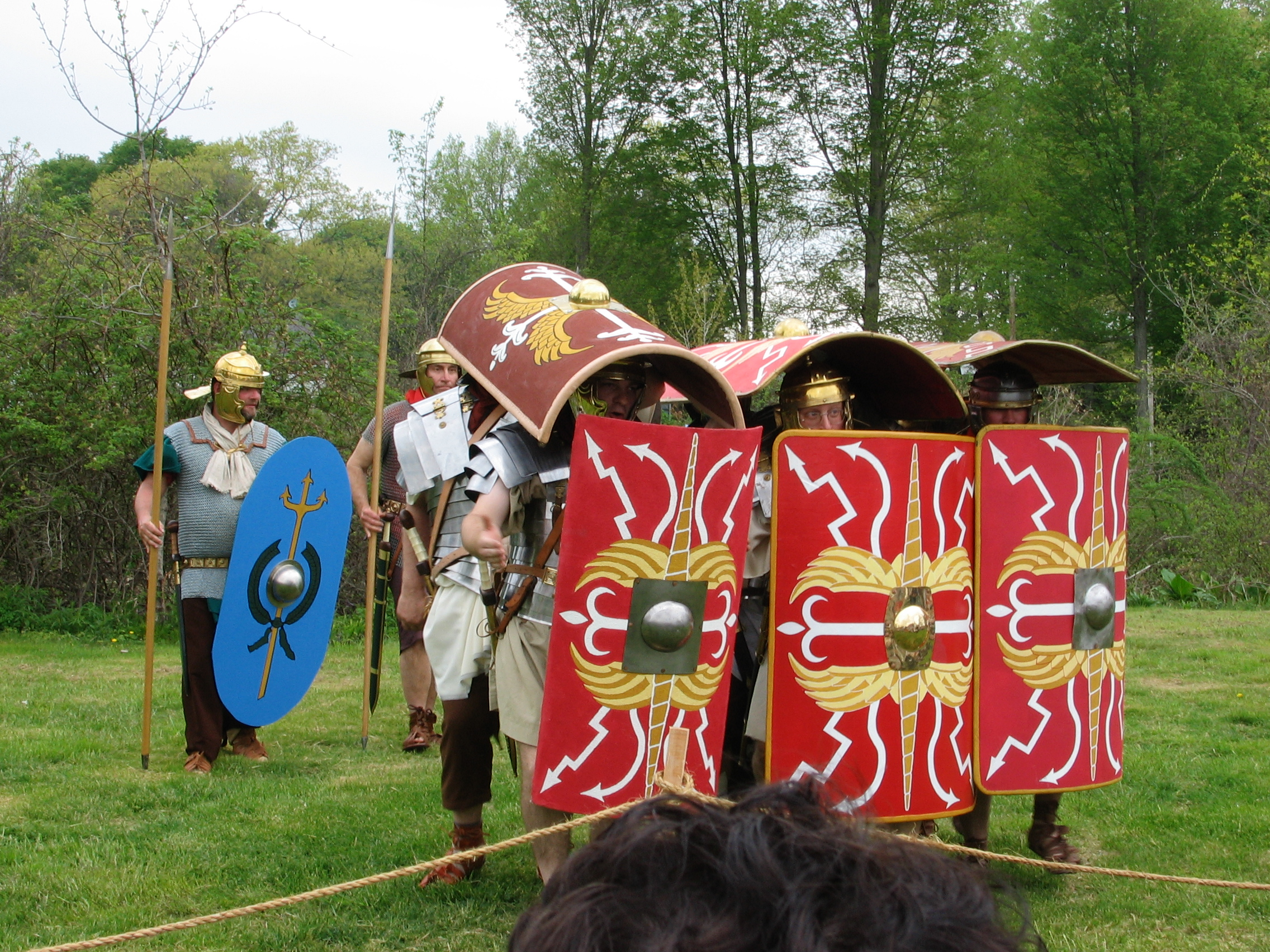
ローマ軍団、テストゥド

ローマ軍団の重装歩兵は、当初はエトルリア経由で導入されたギリシア式の戦術を用いたが、山岳民族サムニウム人との戦いの中で、戦列が乱れることに弱い密集隊の欠点を克服した散開戦術を取るようになった。攻撃用の武器は投槍（ピルム）と剣（グラディウス）であった。防具には青銅製の兜や鉄製の鎖帷子（ロリカ・ハマタ）を用い、盾（スクトゥム）は体の前面を覆うことができる大型のものが採用されるようになった。

### 東ローマ

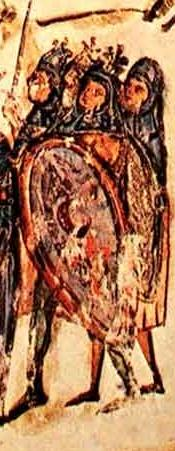
『スキュリツェス年代記』に描かれた東ローマの重装歩兵（スクタトス）。楯は西洋凧型。

ローマ帝国を継承した東ローマ帝国においては、軍の主力は重装騎兵（カタフラクトス）となったが、重装歩兵部隊も引き続き編成された。各歩兵はスクタという楯を所持して戦列を形成し、スクタトスと呼ばれた。スクタ楯は古代ローマ以来の楕円形の楯であるが、11世紀末までに次第に廃れ、代わって10世紀頃から下半部が尖って長く延びた西洋凧型の楯が用いられるようになった。兜は鉄製で、胴部にはラメラーアーマーか鎖帷子あるいはキルティングの防具を用い、武装はおもに長槍を装備した。

### 古代中国
戦国時代に入って戦争形態が戦車戦から歩兵戦へ移行すると共に重装歩兵は軍の主力となった。大国同士の大規模な戦役が増えた戦国時代後期の重装歩兵は、鉄製の兜と鉄製の袖付き小札鎧を装備して革製の靴を穿き、片手で扱う武器の場合は漆で固めた比較的小型の木盾を構えた。武器は青銅製の剣や銅製の狼牙棒が盾と共に用いられたほか、両手で扱う長柄の鉄製の矛（槍も含む）や鋼鉄製の戟・青銅製の戈が使われ、また弩が大量に投入された。

### 日本
日本では古代（飛鳥時代以前）には矛と盾を持つ重装歩兵が存在したが、その後歩兵による密集戦を必要とする戦争形態は国内では失われ、次いで国内の小規模紛争を効率よく鎮圧する精鋭騎馬戦士として武士が台頭した。その後、戦国時代になって重装歩兵は戦闘員の大量動員と武具の支給が可能になった大名領国間の紛争において、足軽部隊として再び台頭する。
足軽は平安時代当初は部隊に先行して敵集落を放火してまわったり夜間にゲリラ活動を行うような雑兵のことをさし、装備もせいぜい戦闘員であることが分かる程度の竹や木で作られた形ばかりの防具をそなえた軽歩兵集団にすぎなかったが、戦国末期ともなると勢力同士の決戦に動員される足軽歩兵には鉄製の具足が支給されるようになり、長柄槍、弓、鉄砲や刀などの両手で扱う武器を使用して戦った。盾は具足の中に組み込まれ、本格的な矢除けや弾除けには設置式の置盾や竹束などが使われた。文献には備と呼ばれる諸兵科200 - 500人程度の規模で構成された部隊が見える、また朝鮮戦役の記録には、数人または15 - 30人を単位として分散突撃を敢行した様子が書かれている。

### 欧州での変遷

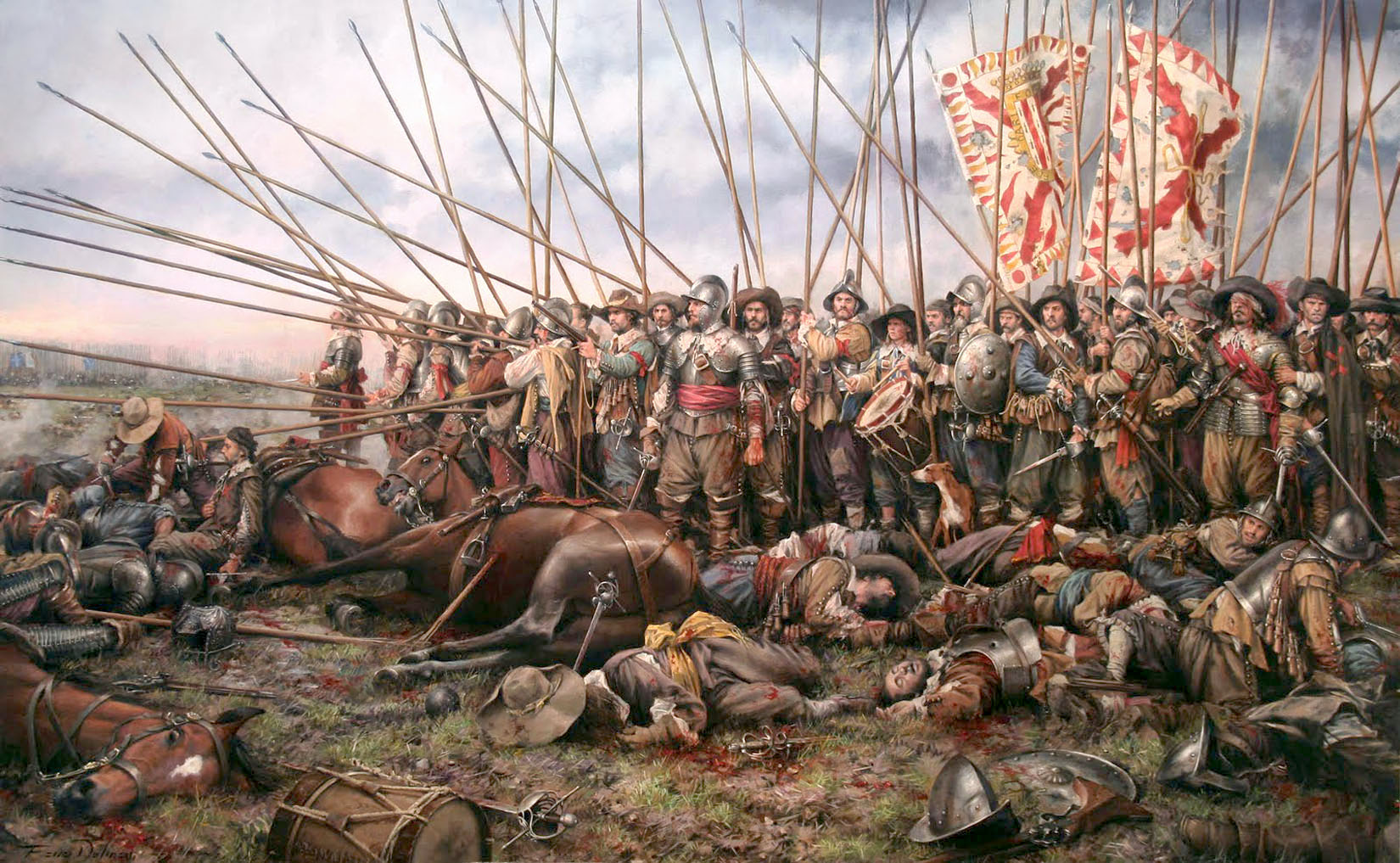
テルシオ、ロクロワの戦い（1643年）

古代の戦闘形態は不明な点がおおく、古代の文献をもとに、発掘された遺物や壁画、武器や壺の絵などから想像されたものが中心となる。戦闘形態は歩兵中心から騎兵中心へと「進化」したと捉えられがちであるがこれは史学的根拠のある推測ではなく、アリストテレス「政治学」には、当初は騎兵が軍事力において卓越していたので国制は貴族制であったが、その後重装歩兵が国家の戦力の中心になると民主政となったとする。考古学の観点ではそれ以前にヒッタイトやエジプトではチャリオット（戦闘馬車）が使用されていたことが知られており、戦闘馬車は騎兵戦力に駆逐され、やがて騎兵が重装歩兵に駆逐され古代民主政国家が成立したと見られている。
古代末期には、戦いの形態は勢力同士による会戦から、北東方面の民族からの寇略とそれに対する迎撃追撃に焦点が移り、機動力を重視した騎馬による軍事編成が重視され、また鐙の伝来により重騎兵の重要性が高まったため、重装歩兵は戦場の主役の座を退いた。近世に入り火器が発明されると重騎兵の強みは失われ歩兵が再び主役となったが、その多くは火器を装備した軽装の散兵であって、スペインで発達した密集陣テルシオにしても長槍（パイク）を装備した槍兵の防具は比較的軽装であった。
装甲兵は要塞防衛など戦局の往々においてその強みを発揮する事があった（ロドス島攻防戦）が、火器の発達や大砲の破壊力の増大により装甲そのものが役に立たなくなり、また歩兵が陣形を組んで戦う戦術的な意義も低下し、傭兵の逃走を防止するなど運用面での要請以外に密集陣形が採用されることはなくなり、射線形成のために縦隊・横隊列を形成することはあっても、もはや重装歩兵と軽装歩兵による戦列は消滅した。